# José António Maria de Sousa Azevedo
José António Maria de Sousa Azevedo (Coimbra, 18 de agosto de 1796 — Lisboa, 3 de março de 1865), 1.º visconde de Algés, foi um magistrado, formado em Direito pela Universidade de Coimbra, e político ligado ao Partido Cartista, que, entre outras funções de relevo, foi desembargador da Relação do Porto, superintendente dos Foros da Ajuda, Intendente-Geral de Polícia, deputado às Cortes e Ministro da Justiça e Cultos do 14.º governo da Monarquia Constitucional, em funções de 14 de setembro de 1842 a 27 de junho de 1844, e Ministro e Secretário de Estado dos Negócios da Fazenda e Ministro e Secretário de Estado dos Negócios da Guerra (interino, por ausência do duque de Saldanha) do 16.º governo da Monarquia Constitucional, em funções de 13 de outubro de 1846 a 20 de fevereiro de 1847.

## Biografia
José António de Sousa Azevedo foi filho do desembargador Manuel Tomás de Sousa Azevedo.
Formado em Direito pela Universidade de Coimbra, exerceu vários cargos ao longo da sua carreira, nomeadamente: desembargador do Tribunal da Relação do Porto, superintendente dos Foros da Ajuda e Intendente-Geral de Polícia, em 1833. Militou no partido cartista e foi deputado em todas as legislaturas, excepto na constituinte de 1837. Foi também redactor da Gazeta de Portugal.
Depois da restauração da Carta Constitucional, Costa Cabral confiou-lhe a pasta da justiça do 14.º governo da Monarquia Constitucional, em funções de 14 de setembro de 1842 a 27 de junho de 1844, tendo no seu mandato apresentado um projecto de reorganização do sistema judicial. Depois do golpe de Estado de 6 de Outubro de 1846, desempenhou o cargo de Ministro da Fazenda do 16.º governo da Monarquia Constitucional, em funções de 13 de outubro de 1846 a 20 de fevereiro de 1847. Nesse mesmo mandato, assegurou interinamente a pasta de Ministro e Secretário de Estado dos Negócios da Guerra, por ausência do duque de Saldanha, entre 4 de novembro de 1846 a 20 de fevereiro de 1847.
Ministro da fazenda do governo de Saldanha, entre 13 de outubro de 1846 e 4 de novembro do mesmo ano. Acumula a pasta da guerra no mesmo governo, desde 4 de novembro de 1846 até 20 de fevereiro de 1847. É então responsável pela criação do Banco de Portugal em 17 de novembro de 1846. Par do reino.
Foi agraciado com o título de visconde de Algés, em duas vidas, por decreto de 9 de março de 1839, da rainha D. Maria II.